# دون برانسون
دون برانسون (بالإنجليزية: Don Branson) هو مهندس أمريكي، ولد في 2 يونيو 1920 في رانتول في الولايات المتحدة، وتوفي في 12 نوفمبر 1966 في غاردينا في الولايات المتحدة.